# Jerry verDorn
Jerry verDorn (Sioux Falls, 23 de novembro de 1949 – 1 de maio de 2022) foi um ator estadunidense, mais conhecido por seu papel como Ross Marler em Guiding Light e Clint Buchanan em One Life to Live.